# Episodi di Workin' Moms (quinta stagione)
La quinta stagione della serie televisiva Workin' Moms, composta da 10 episodi, è stata trasmessa in prima visione assoluta negli Stati Uniti d'America da CBC Television dal 16 febbraio 2021 al 13 aprile 2021.
In Italia è stata pubblicata da Netflix il 15 giugno 2021.
| n° | Titolo originale             | Prima TV Usa     | Prima TV Italia |
| -- | ---------------------------- | ---------------- | --------------- |
| 1  | The Carlsons Move to Calgary | 16 febbraio 2021 | 15 giugno 2021  |
| 2  | Mama Mia Meatboy             | 23 febbraio 2021 | 15 giugno 2021  |
| 3  | Pleasure Yourself            | 2 marzo 2021     | 15 giugno 2021  |
| 4  | A Rat, Girl                  | 9 marzo 2021     | 15 giugno 2021  |
| 5  | Mother Knows Breast          | 16 marzo 2021    | 15 giugno 2021  |
| 6  | Finger in the Butt           | 23 marzo 2021    | 15 giugno 2021  |
| 7  | Launch Pad to Trash Hole     | 30 marzo 2021    | 15 giugno 2021  |
| 8  | Punch Dad                    | 6 aprile 2021    | 15 giugno 2021  |
| 9  | Blue Angel                   | 13 aprile 2021   | 15 giugno 2021  |
| 10 | Fack                         | 13 aprile 2021   | 15 giugno 2021  |